# 暖暖芝麻蝸牛
暖暖芝麻蝸牛（学名：Diplommatina dandanensis）为芝麻蝸牛科芝麻蝸牛屬下的一个种。該物種主要分佈於臺灣中北部，例如基隆等地。該物種的種名取自模式標本的產地基隆暖暖區。